# Pałac w Koszewku
Pałac w Koszewku – neorenesansowy pałac zlokalizowany we wschodniej części wsi Koszewko, w gminie Stargard.
Obiekt został zbudowany w XIX wieku, ale przeszedł gruntowną przebudowę w 1922. Wtedy to dobudowano kwadratową wieżę, trzykondygnacyjną narożną o bogatych zdobieniach. Wybudowany na planie wydłużonego prostokąta, posiada cechy klasycystyczne, kryty dachem dwuspadowym, wyróżnionym centralnie parawanami. Pałac otoczony jest parkiem krajobrazowym o powierzchni 7,6 hektara, pochodzącym z XVIII wieku. Znajdują się w nim pomnikowe okazy drzew: buk, dwa jesiony i cztery lipy drobnolistne. Okazała jest aleja kasztanowców z lat 30. XX wieku. Po 1945 dawnym majątkiem zarządzał PGR. 